# 紀北町
紀北町（きほくちょう）は、三重県の北牟婁郡に属する町。ユネスコの世界遺産「紀伊山地の霊場と参詣道」（熊野古道）、ツヅラト峠、始神峠、馬越峠などを有する。

## 地理

### 地勢
三重県の南部、紀伊半島南端の潮岬と志摩半島の中間、東紀州の玄関口に位置する。東南部に熊野灘、西北部には日本有数の原生林が残る大台山系に連なる急峻な山々に囲まれた地域であり、平野部が少なく町の総面積の9割近くを森林が占めている。このため、奈良県とは隣接していても往来ができない。
町内には国設鳥獣保護区の紀伊長島鳥獣保護区がある。紀伊長島鳥獣保護区の特別保護地区の一つである赤野島では1980年代よりカワウが生息し、漁業被害のほか樹木枯損と植生衰退による他種鳥類の生息環境の悪化が問題となったため個体数管理が行われている。

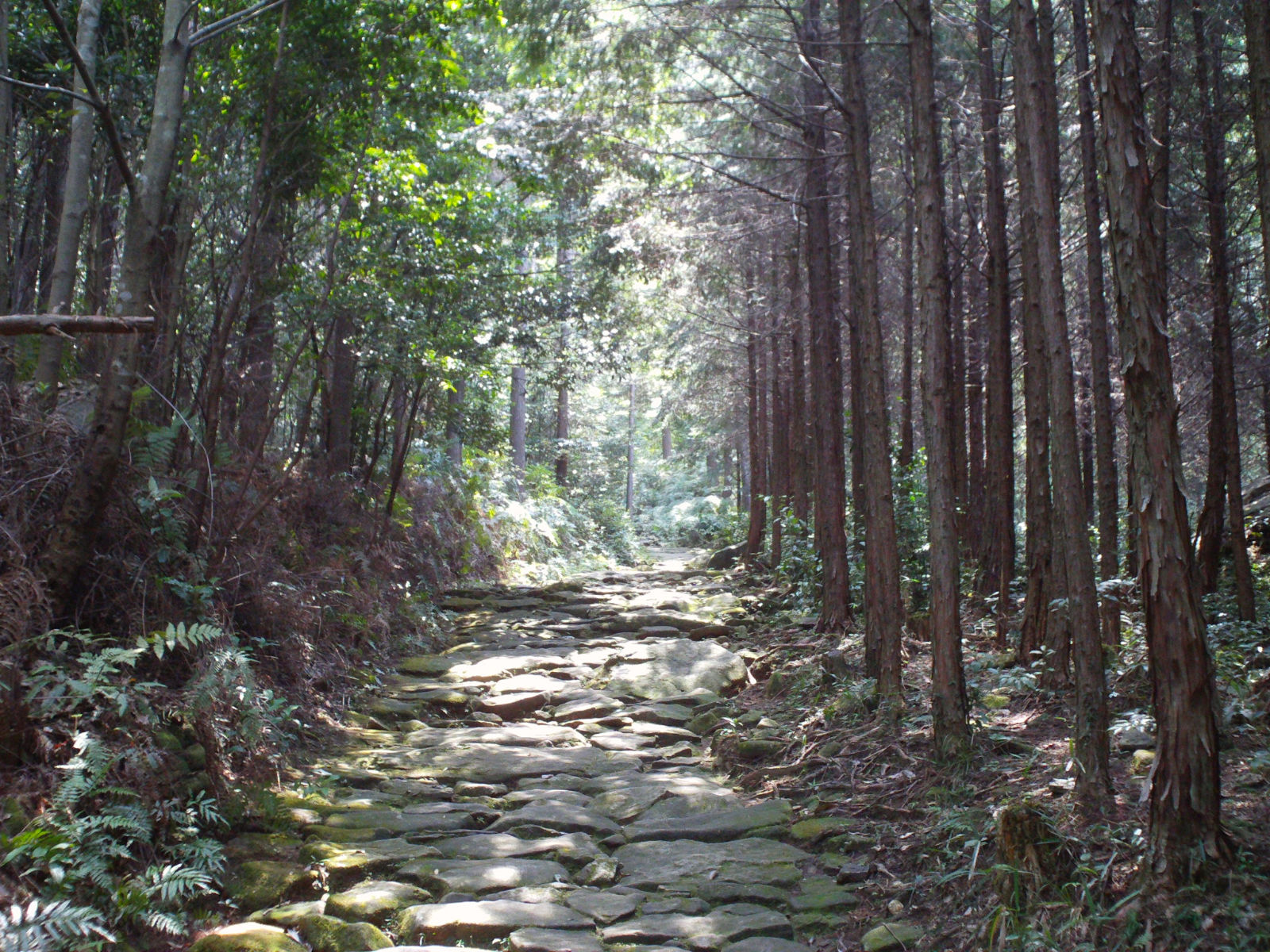
馬越峠
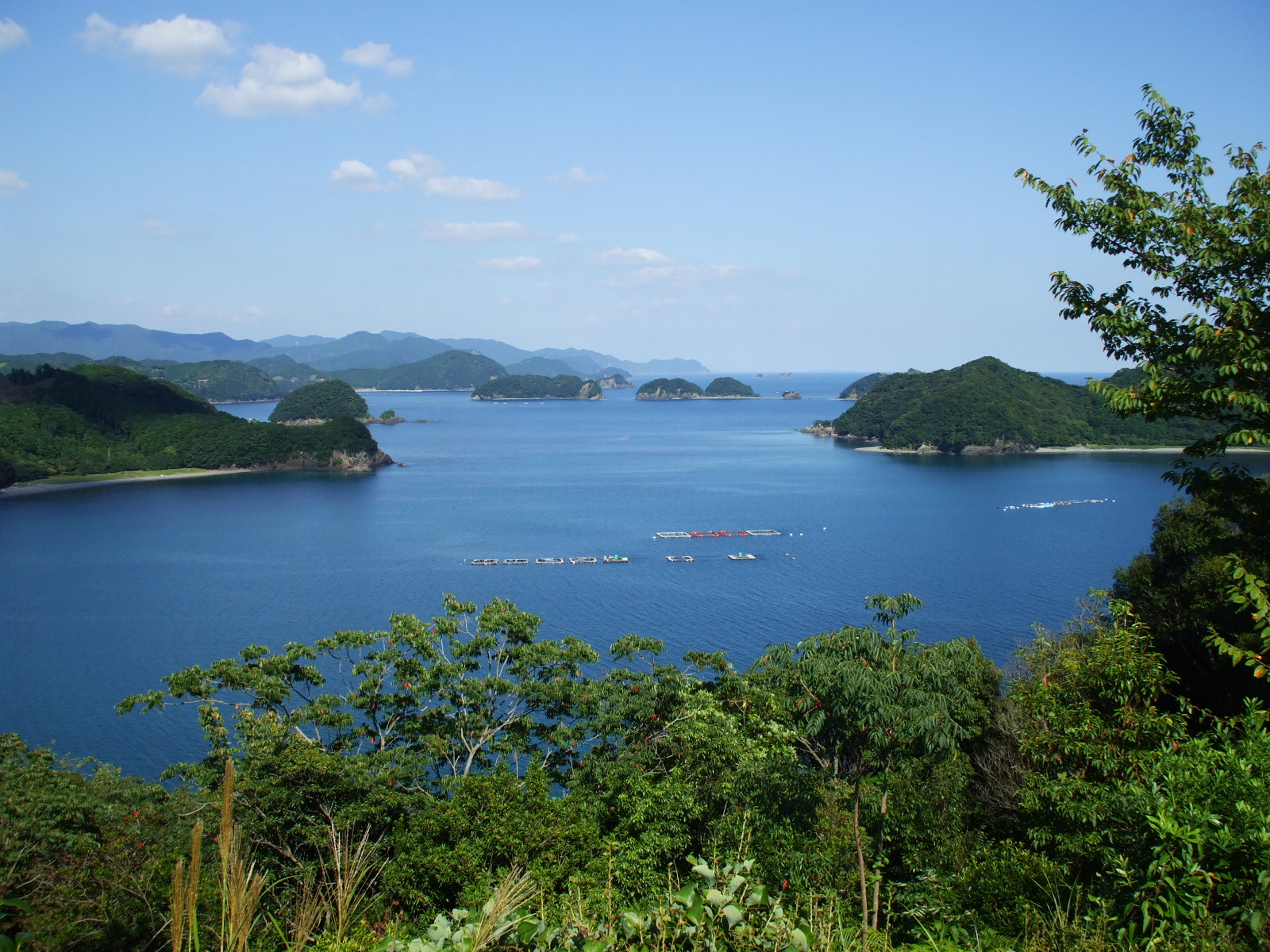
高塚山展望台から望む熊野灘
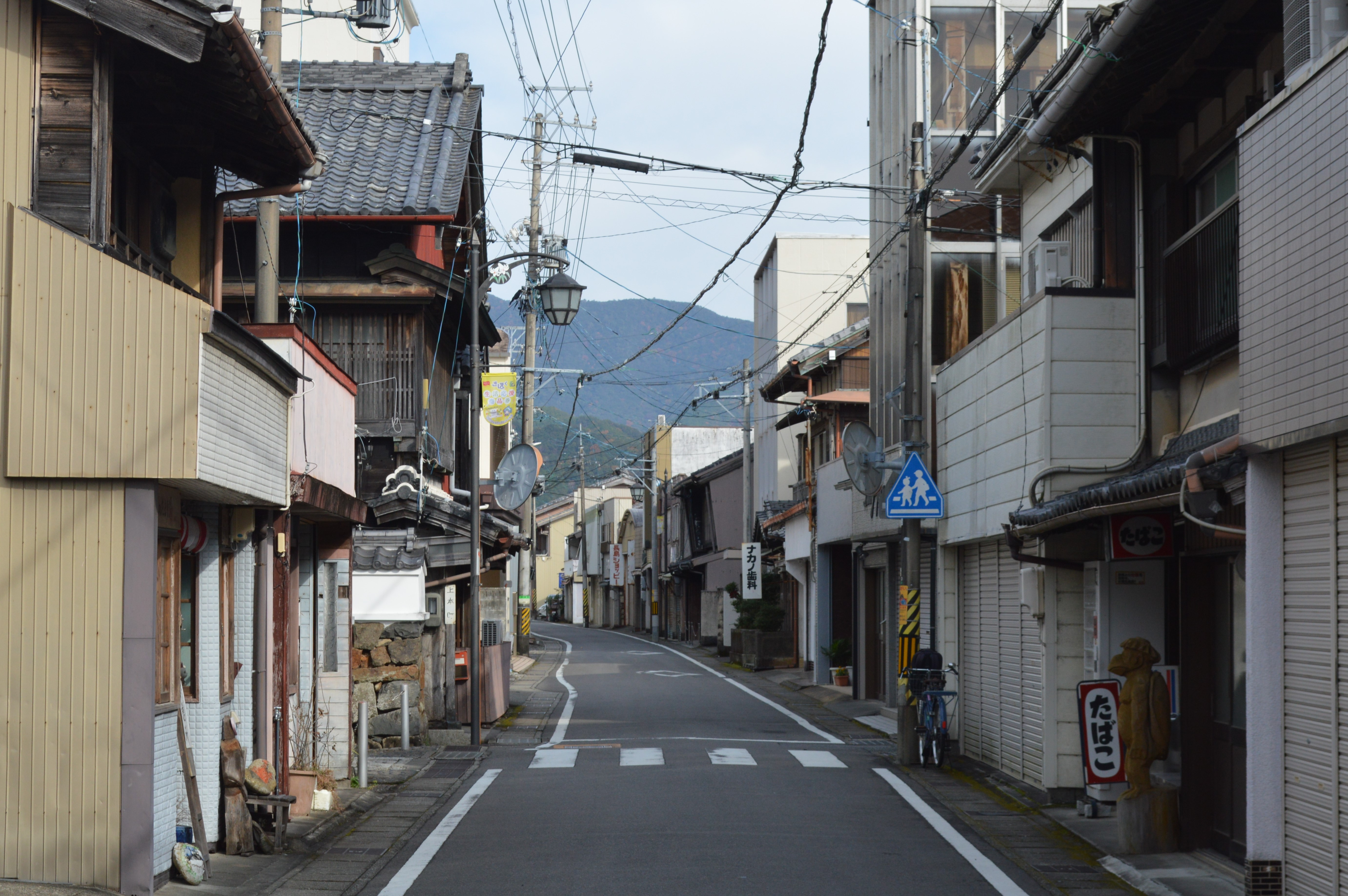
紀伊長島地区の魚まち

- 山：
  - 堂倉山
  - 仙千代ヶ峰
  - 橡山
- 河川
  - 赤羽川
  - 船津川
  - 銚子川

- 馬越峠
- 高塚山展望台から望む熊野灘
- 紀伊長島地区の魚まち

### 気候
2000年から2009年の年平均気温は16.1℃であり、温暖で穏やかな気候となっている。2000年から2009年の年降水量は北部（紀伊長島区）で2,562mm、南部（海山区）で3,309mm となっており、特に南部は全国でも有数の多雨地帯である。
| 紀伊長島（1991年 - 2020年）の気候                        | 紀伊長島（1991年 - 2020年）の気候 | 紀伊長島（1991年 - 2020年）の気候 | 紀伊長島（1991年 - 2020年）の気候 | 紀伊長島（1991年 - 2020年）の気候 | 紀伊長島（1991年 - 2020年）の気候 | 紀伊長島（1991年 - 2020年）の気候 | 紀伊長島（1991年 - 2020年）の気候 | 紀伊長島（1991年 - 2020年）の気候 | 紀伊長島（1991年 - 2020年）の気候 | 紀伊長島（1991年 - 2020年）の気候 | 紀伊長島（1991年 - 2020年）の気候 | 紀伊長島（1991年 - 2020年）の気候 | 紀伊長島（1991年 - 2020年）の気候 |
| 月                                                       | 1月                               | 2月                               | 3月                               | 4月                               | 5月                               | 6月                               | 7月                               | 8月                               | 9月                               | 10月                              | 11月                              | 12月                              | 年                                |
| -------------------------------------------------------- | --------------------------------- | --------------------------------- | --------------------------------- | --------------------------------- | --------------------------------- | --------------------------------- | --------------------------------- | --------------------------------- | --------------------------------- | --------------------------------- | --------------------------------- | --------------------------------- | --------------------------------- |
| 最高気温記録 °C （°F）                                   | 20.1 (68.2)                       | 23.2 (73.8)                       | 26.2 (79.2)                       | 31.8 (89.2)                       | 31.7 (89.1)                       | 36.4 (97.5)                       | 38.7 (101.7)                      | 37.9 (100.2)                      | 36.7 (98.1)                       | 31.7 (89.1)                       | 27.1 (80.8)                       | 25.4 (77.7)                       | 38.7 (101.7)                      |
| 平均最高気温 °C （°F）                                   | 11.3 (52.3)                       | 12.2 (54)                         | 15.2 (59.4)                       | 19.7 (67.5)                       | 23.2 (73.8)                       | 25.8 (78.4)                       | 29.6 (85.3)                       | 30.9 (87.6)                       | 28.2 (82.8)                       | 23.6 (74.5)                       | 18.8 (65.8)                       | 13.7 (56.7)                       | 21.0 (69.8)                       |
| 日平均気温 °C （°F）                                     | 6.2 (43.2)                        | 6.9 (44.4)                        | 9.8 (49.6)                        | 14.3 (57.7)                       | 18.3 (64.9)                       | 21.6 (70.9)                       | 25.5 (77.9)                       | 26.5 (79.7)                       | 23.7 (74.7)                       | 18.7 (65.7)                       | 13.3 (55.9)                       | 8.3 (46.9)                        | 16.1 (61)                         |
| 平均最低気温 °C （°F）                                   | 1.3 (34.3)                        | 1.8 (35.2)                        | 4.4 (39.9)                        | 8.9 (48)                          | 13.5 (56.3)                       | 18.0 (64.4)                       | 22.1 (71.8)                       | 23.0 (73.4)                       | 20.1 (68.2)                       | 14.5 (58.1)                       | 8.4 (47.1)                        | 3.3 (37.9)                        | 11.6 (52.9)                       |
| 最低気温記録 °C （°F）                                   | −4.7 (23.5)                       | −5.1 (22.8)                       | −3.0 (26.6)                       | −0.9 (30.4)                       | 3.4 (38.1)                        | 8.6 (47.5)                        | 15.3 (59.5)                       | 15.7 (60.3)                       | 11.5 (52.7)                       | 2.7 (36.9)                        | −0.9 (30.4)                       | −4.1 (24.6)                       | −5.1 (22.8)                       |
| 降水量 mm （inch）                                       | 70.9 (2.791)                      | 80.0 (3.15)                       | 164.3 (6.469)                     | 207.3 (8.161)                     | 253.4 (9.976)                     | 312.9 (12.319)                    | 273.6 (10.772)                    | 262.2 (10.323)                    | 474.0 (18.661)                    | 333.8 (13.142)                    | 147.8 (5.819)                     | 90.2 (3.551)                      | 2,670.2 (105.126)                 |
| 平均降水日数 （≥1.0 mm）                                 | 5.4                               | 6.3                               | 9.8                               | 9.7                               | 11.1                              | 14.2                              | 12.6                              | 11.4                              | 13.7                              | 11.7                              | 7.0                               | 5.6                               | 118.4                             |
| 平均月間日照時間                                         | 193.1                             | 172.7                             | 189.8                             | 194.3                             | 183.3                             | 128.2                             | 161.9                             | 189.7                             | 143.9                             | 144.7                             | 164.9                             | 191.5                             | 2,057.9                           |
| 出典1：Japan Meteorological Agency                       |                                   |                                   |                                   |                                   |                                   |                                   |                                   |                                   |                                   |                                   |                                   |                                   |                                   |
| 出典2：気象庁 (平均値：1991年-2020年、極値：1979年-現在) |                                   |                                   |                                   |                                   |                                   |                                   |                                   |                                   |                                   |                                   |                                   |                                   |                                   |

### 地区
旧紀伊長島町地区
- 東長島（ひがしながしま）
- 長島（ながしま）
- 島原（しまばら）
- 大原（おおはら）
- 十須（じゅうす）
- 海野（かいの）
- 古里（ふるさと）
- 道瀬（どうぜ）
- 三浦（みうら）

旧海山町地区
- 馬瀬（うまぜ）
- 上里（かみさと）
- 河内（こうち）
- 中里（なかさと）
- 船津（ふなつ）
- 相賀（あいが）
- 小山浦（おやまうら）
- 便ノ山（びんのやま）
- 小浦（おうら）
- 引本浦（ひきもとうら）
- 矢口浦（やぐちうら）
- 白浦（しろうら）
- 島勝浦（しまかつうら）

### 隣接する自治体
- 三重県
  - 尾鷲市
  - 多気郡：大台町
  - 度会郡：大紀町
- 奈良県
  - 吉野郡：上北山村（地形的な問題により道路で直接結ばれておらず往来不可）

## 歴史
- 当初は志摩国英虞郡の一部
- 天正10年（1582年）、紀伊国新宮城主の堀内氏善と伊勢国司の北畠信雄が荷坂峠を境として、それぞれが紀伊国牟婁郡と伊勢国度会郡に編入したため、紀伊国牟婁郡となる。
- 2005年（平成17年）10月11日 - 北牟婁郡紀伊長島町・海山町が合併して紀北町が発足。
- 2013年（平成25年）1月 - 紀北町役場本庁舎が新庁舎に移転[5]。旧本庁舎は海山総合支所となる。
- 2024年（令和6年）8月8日 - 南海トラフ地震に関連する情報が発出。翌日から町内の海水浴場が閉鎖、同年8月15日までに再開[6]。

## 人口
| |                                        |  |
| 紀北町と全国の年齢別人口分布（2005年） | 紀北町の年齢・男女別人口分布（2005年） |  |
| ■紫色 ― 紀北町 ■緑色 ― 日本全国 | ■青色 ― 男性 ■赤色 ― 女性              |  |
| 紀北町（に相当する地域）の人口の推移 \| 1970年（昭和45年） \| 26,691人 \| \| \| 1975年（昭和50年） \| 26,568人 \| \| \| 1980年（昭和55年） \| 26,268人 \| \| \| 1985年（昭和60年） \| 25,151人 \| \| \| 1990年（平成2年） \| 23,663人 \| \| \| 1995年（平成7年） \| 22,478人 \| \| \| 2000年（平成12年） \| 21,362人 \| \| \| 2005年（平成17年） \| 19,963人 \| \| \| 2010年（平成22年） \| 18,611人 \| \| \| 2015年（平成27年） \| 16,338人 \| \| \| 2020年（令和2年） \| 14,604人 \| \| |                                        |  |
| 総務省統計局 国勢調査より |                                        |  |
| 1970年（昭和45年） | 26,691人                               |  |
| 1975年（昭和50年） | 26,568人                               |  |
| 1980年（昭和55年） | 26,268人                               |  |
| 1985年（昭和60年） | 25,151人                               |  |
| 1990年（平成2年） | 23,663人                               |  |
| 1995年（平成7年） | 22,478人                               |  |
| 2000年（平成12年） | 21,362人                               |  |
| 2005年（平成17年） | 19,963人                               |  |
| 2010年（平成22年） | 18,611人                               |  |
| 2015年（平成27年） | 16,338人                               |  |
| 2020年（令和2年） | 14,604人                               |  |

## 行政

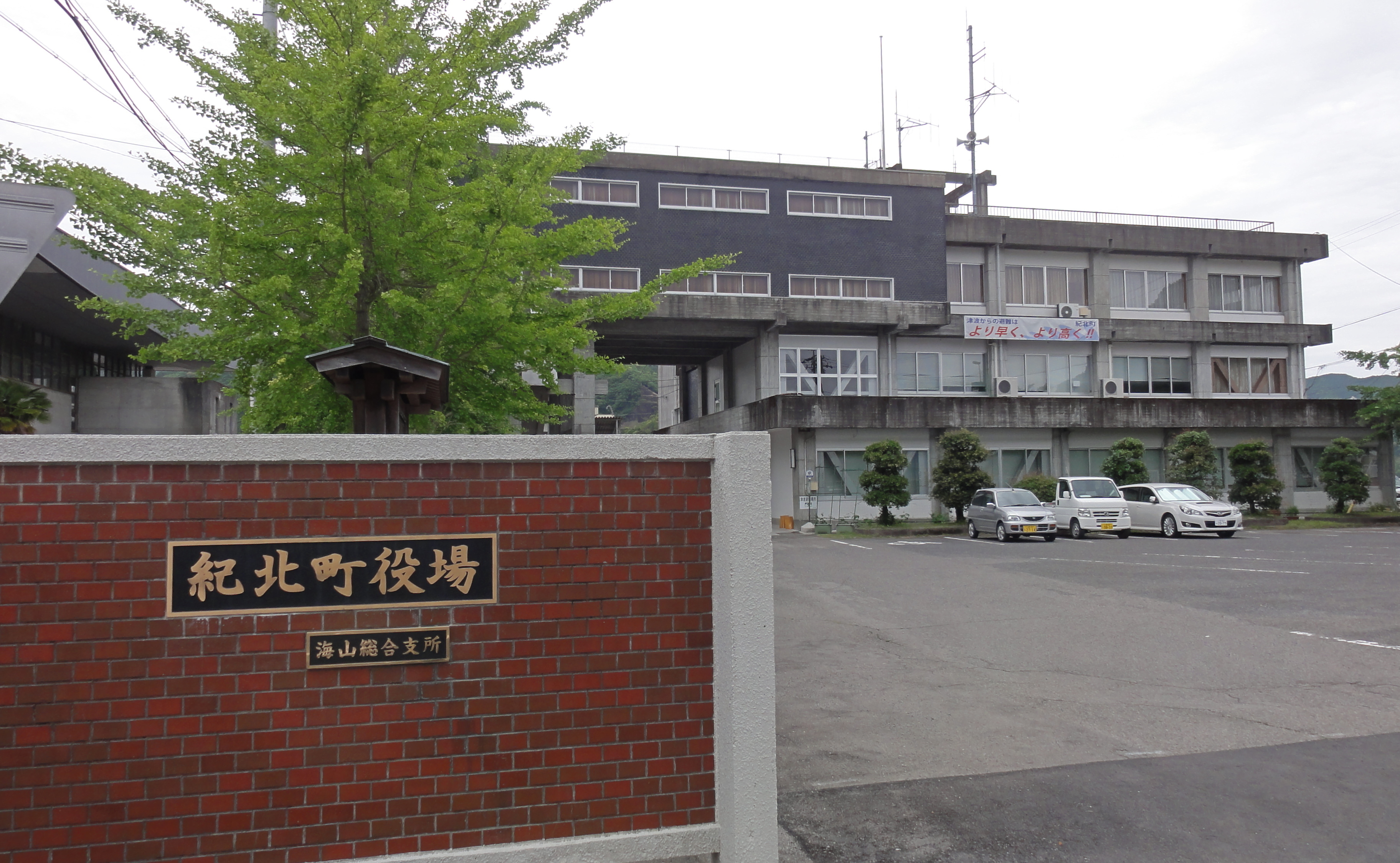
海山総合支所

合併特例法で定められた地域自治区制度を導入して紀伊長島区と海山区の2区を設置していた。地域自治区は2016年（平成28年）4月1日に廃止された。

### 歴代町長
- - 奥山始郎 - 2005年11月就任。2009年11月退任。
  - 尾上壽一 - 2009年11月就任。

### 町議会
- 町議会：議員定数16名

※なお、衆議院議員選挙の選挙区は「三重県第4区」、三重県議会議員選挙の選挙区は「尾鷲市・北牟婁郡選挙区」（定数：2）、となっている。

### 広域行政
- 紀北広域連合
- 三重紀北消防組合

## 経済

### 産業
- 主な産業
  - 水産業（所管：三重外湾漁業協同組合）
  - 林業
- 特産品
  - 鮮魚、カキ（渡利かき[9]）、干物、鰹節、その他水産加工品
    - マンボウ - ブリの定置網でよく混獲され、12月から5月の水揚げが多い[10]。町内では安価で流通し、茹でて酢味噌であえて食べる[10]。

  - ヒノキ
  - みかん、くき漬け

### 日本郵政グループ
（2012年12月現在）
- 日本郵便株式会社
  - 519-32xx
    - 紀伊長島郵便局（長島） - 集配局　★
    - 紀伊島原郵便局（島原）
    - 志子奥簡易郵便局（島原）
    - 紀伊東長島郵便局（東長島）
    - 三野瀬郵便局（三浦）

  - 519-34xx
    - 海山郵便局（引本浦） - 集配局　★
    - 船津郵便局（中里）
    - 海山相賀郵便局（相賀）
    - 白浦簡易郵便局（白浦）
    - 桂城郵便局（島勝浦）
    - 矢口浦簡易郵便局（矢口浦）

※簡易郵便局を除く各郵便局にゆうちょ銀行のATMが設置されており、★印の郵便局ではホリデーサービスを実施。

## 姉妹都市・提携都市
- 大阪府四條畷市
  - 1995年7月1日に旧紀伊長島町と友好都市提携を結ぶ。2005年12月12日に合併後の紀北町と友好都市提携を結ぶ。

## 教育
かつて三重県立尾鷲高等学校長島校があったが、2010年（平成22年）3月に閉校した。なお、廃校になった桂城中学校は、田舎暮らし体験施設へ再利用されている。

### 中学校
- 紀北町立赤羽中学校
- 紀北町立紀北中学校

- 紀北町立潮南中学校
- 紀北町立三船中学校

### 小学校
- 紀北町立赤羽小学校
- 紀北町立海野小学校
- 紀北町立西小学校
- 紀北町立東小学校

- 紀北町立三浦小学校
- 紀北町立相賀小学校
- 紀北町立上里小学校
- 紀北町立船津小学校

閉校した小中学校
- 桂城中学校[11]（閉校）
- 紀北町立志子小学校（閉校）
- 紀北町立引本小学校（閉校）
- 紀北町立矢口小学校（閉校）

### 図書館
- 紀北町図書館（組織名）
  - 紀北町紀伊長島図書室
  - 紀北町海山図書室
  - 紀北町児童図書室

## 交通

### 鉄道
- 紀北町役場の最寄駅は紀伊長島駅である。
- 東海旅客鉄道

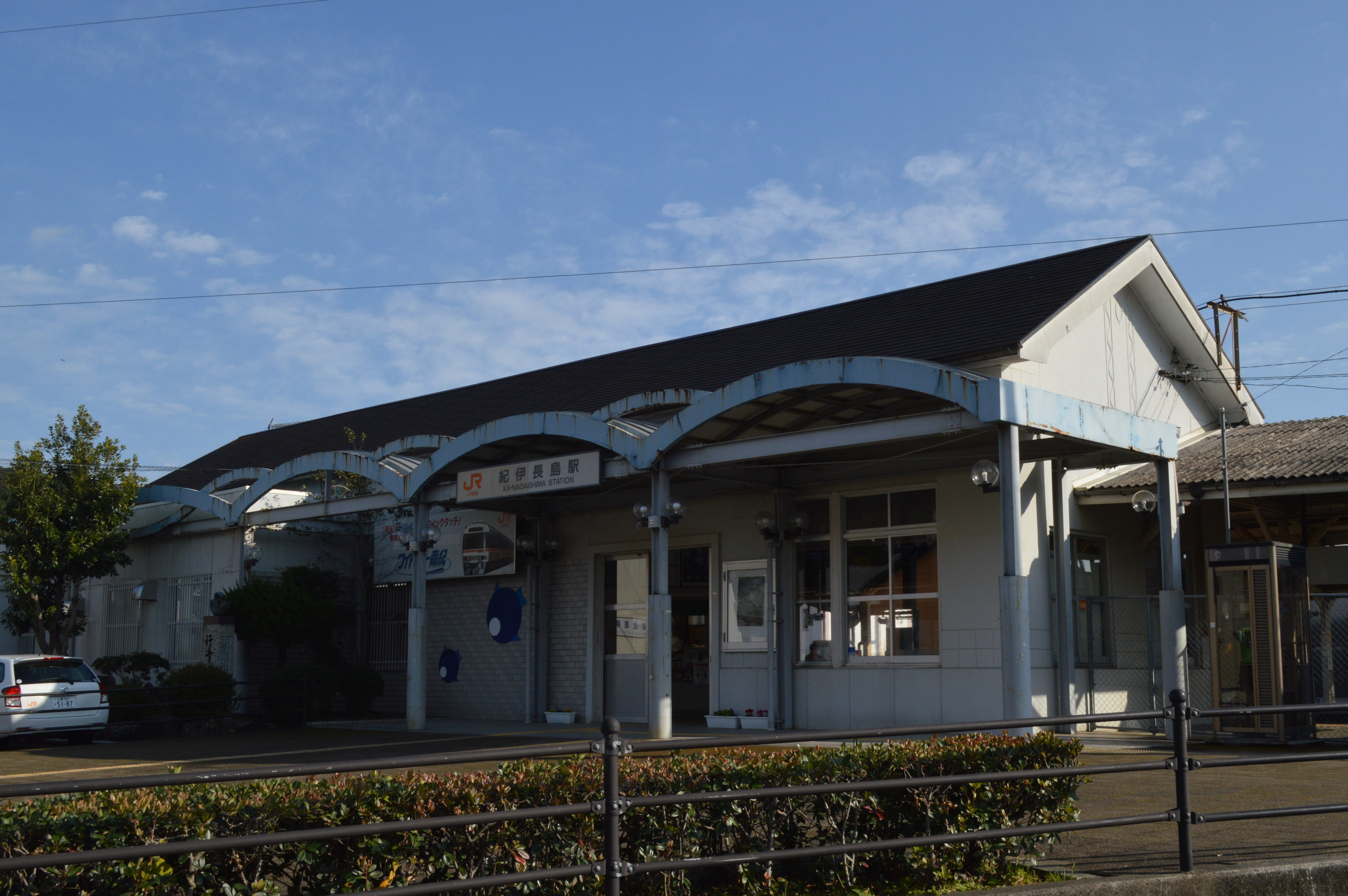
紀伊長島駅

  - 紀勢本線：（大紀町） - 紀伊長島駅 - 三野瀬駅 - 船津駅 - 相賀駅 - （尾鷲市）

### 路線バス
- 高速バス
  - 東京高速線： 大宮駅・池袋駅 - 紀北町紀伊長島 （紀伊長島IC前）- 三交海山 - 勝浦温泉 （三重交通、西武観光バス） ※夜行
  - 名古屋南紀高速バス： 名古屋（名鉄バスセンター） - 紀北町紀伊長島（紀伊長島IC前）・三交海山（海山バスセンター） （三重交通）
- 一般路線バス
  - 三重交通
    - 松阪熊野線(56)： 松阪中央病院 - 松阪駅前 - 多気町 - 滝原宮前 - 紀北町役場前 - 紀北町海山（相賀） - 海山バスセンター（国道相賀）- 尾鷲市病院前 - 熊野古道センター  - 熊野市駅前 - 三交南紀 （三重交通）
    - 尾鷲長島線(51)
    - 島勝線(54)
    - 河合線

  - コミュニティバス「いこかバス」

### タクシー
町内唯一のタクシー会社であった紀勢交通が2016年12月に廃業し、以降タクシー空白地であったが、2018年に自家用有償運送による実証実験を実施し、2020年より半年間の実証実験を経て、おでかけ応援サービス「えがお」が運行されている。

### 道路
- 高速道路
  - 紀勢自動車道 : （度会郡大紀町） - (3)紀伊長島IC - 紀北PA - (4)海山IC - （尾鷲市）
- 一般国道
  - 国道42号
  - 国道260号
  - 国道422号
- 県道
  - 三重県道155号海山尾鷲港線
  - 三重県道202号須賀利港相賀停車場線
  - 三重県道516号長島港線
  - 三重県道540号相賀停車場線
  - 三重県道581号長島港古里線
  - 三重県道603号大杉谷海山線
  - 三重県道734号矢口浦上里線
  - 三重県道751号三戸紀伊長島停車場線
  - 三重県道760号南浦海山線
  - 三重県道766号城ノ浜山居線
- 道の駅
  - 紀伊長島マンボウ
  - 海山

### 港湾
- 長島港（地方港湾）
- 引本港（地方港湾）
- 島勝漁港（第2種漁港）

## 名所・旧跡・観光スポット・祭事・催事

### 世界遺産
- 紀伊山地の霊場と参詣道

### 文化財
- 史跡（国指定）　「熊野参詣道」のうち伊勢路
- 天然記念物（国指定）　大島暖地性植物群落
- 天然記念物（県指定）　鈴島暖地性植物群落
- 登録有形文化財　江の浦トンネル（旧長島隧道）
- 登録有形文化財　古里歩道トンネル（旧海野隧道）
- 登録有形文化財　道瀬歩道トンネル（旧道瀬隧道）
- 登録有形文化財　海山郷土資料館（向栄館）

### 名所・旧跡

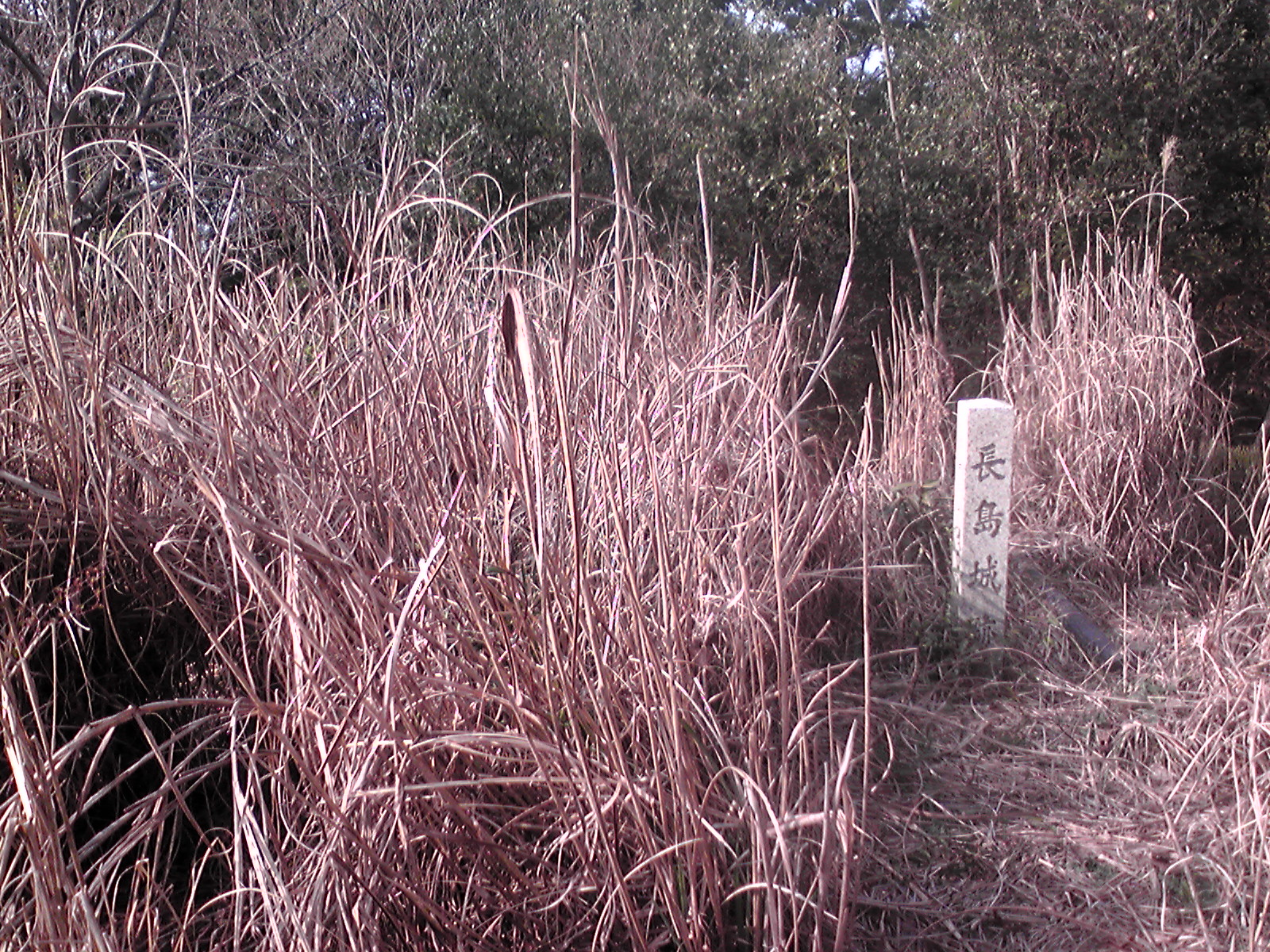
長島城の本丸跡地

- 長島城（町指定史跡）
- 後山城（町指定史跡）
- 上里城
- セキ山城
- 長島神社

### 観光スポット・祭事・催事
- 燈籠祭（7月下旬開催）
- きいながしま港市（毎月第2土曜日開催）
- 熊野灘レクリエーション都市『孫太郎』
- 古里温泉
- 有久寺温泉
- 和具の浜海水浴場
- キャンプin海山
- 魚飛渓
- 種まき権兵衛の里
- 城ノ浜海水浴場

## 著名な出身者
- 和田義彦 - 洋画家。旧海山町出身。
- 西田厚聰 - 東芝会長。旧海山町出身。
- 小倉肇 - 児童文学者・教育者。旧紀伊長島町出身[14]。
- 浜口熊嶽 - 霊術師。旧紀伊長島町出身。
- 大久保房男 - 著作家。旧紀伊長島町出身。
- 北村博司 - ジャーナリスト。旧紀伊長島町出身。
- 宮原章次 - 科学者。旧紀伊長島町出身。
- 三池崇史 - 映画監督。両親も紀北町出身。
- 井土紀州 - 映画監督・脚本家。 旧海山町出身。
- 蜂谷晏海 - モデル、女優、井戸田潤夫人。
- 谷口海斗 - プロサッカー選手